# Chaetopleura staphylophera
Chaetopleura staphylophera är en blötdjursart som beskrevs av Israel Lyons 1985. Chaetopleura staphylophera ingår i släktet Chaetopleura och familjen Ischnochitonidae. Inga underarter finns listade i Catalogue of Life.